# Германия на зимних Олимпийских играх 2002
Результаты выступления сборной команды Германии на зимних Олимпийских играх 2002 года, проходивших в Солт-Лэйк-Сити, США. Честь страны защищали сто пятьдесят семь спортсменов, принимавшие участие в четырнадцати видах спорта. В итоге сборная удостоилась тридцати шести комплектов наград и в общекомандном зачёте заняла второе место.

## Медалисты

### Золото
- Кати Вильхельм — биатлон, спринт 7,5 км.
- Андреа Хенкель — биатлон, индивидуальная гонка 15 км.
- Катрин Апель, Уши Дизль, Андреа Хенкель, Кати Вильхельм — биатлон, эстафета 4х7,5 км.
- Андре Ланге, Энрико Кюн, Кевин Куске, Карстен Эмбах — бобслей, четвёрки.
- Кристоф Ланген, Маркус Циммерман — бобслей, мужские двойки.
- Мануэла Хенкель, Виола Бауэр, Клаудия Кюнцель, Эви Захенбахер — лыжные гонки, эстафета 4х5 км.
- Зильке Отто — санный спорт, одиночки.
- Александер Реш, Патрик Ляйтнер — санный спорт, двойки.
- Михаэль Урманн, Штефан Хокке, Свен Ханнавальд, Мартин Шмитт — прыжки с трамплина, командное первенство К-120.
- Анни Фризингер — конькобежный спорт, 1500 м.
- Клаудия Пехштайн — конькобежный спорт, 3000 м.
- Клаудия Пехштайн — конькобежный спорт, 5000 м.

### Серебро
- Свен Фишер — биатлон, спринт 10 км.
- Франк Лук — биатлон, индивидуальная гонка 20 км.
- Кати Вильхельм — биатлон, гонка преследования 10 км.
- Уши Дизль — биатлон, спринт 7,5 км.
- Свен Фишер, Рикко Гросс, Франк Лук, Петер Зендель — биатлон, эстафета 4х7,5 км.
- Сандра Прокофф, Ульрике Хольцнер — бобслей, двойки.
- Петер Шликенридер — лыжные гонки, мужской спринт 1,5 км.
- Эви Захенбахер — лыжные гонки, женский спринт 1,5 км.
- Георг Хакль — санный спорт, мужские одиночки.
- Барбара Нидернхубер — санный спорт, женские одиночки.
- Ронни Аккерман — лыжное двоеборье, спринт.
- Бьорн Кирхайзен, Георг Хеттих, Марсель Хёлиг, Ронни Аккерманн — лыжное двоеборье, эстафета.
- Свен Ханнавальд — прыжки с трамплина, личное первенство.
- Моника Гарбрехт-Энфельдт — конькобежный спорт, 500 м.
- Сабина Фёлькер — конькобежный спорт, 1000 м.
- Сабина Фёлькер — конькобежный спорт, 1500 м.

### Бронза
- Мартина Эртль — горнолыжный спорт, женская комбинация.
- Рикко Гросс — биатлон, гонка преследования 12,5 км.
- Зузи Эрдман, Николь Хершман — бобслей, женские двойки.
- Йенс Филбрих, Андреас Шлюттер, Тобиас Ангерер, Рене Зоммерфельдт — лыжные гонки, эстафета 4х10 км.
- Виола Бауэр — лыжные гонки, гонка преследования 5 км.
- Зильке Краусхар — санный спорт, женские одиночки.
- Йенс Боден — конькобежный спорт, 5000 м.
- Сабина Фёлькер — конькобежный спорт, 500 м.